# Zoran Slišković
Zoran Slišković (Trappano, 1º marzo 1966) è un ex calciatore croato, di ruolo attaccante.

## Carriera
Cresciuto nel Neretvanac Opuzen passò nel 1985 tra le file del Željezničar con cui disputò 122 partite e segnò 23 reti in sei stagioni.
Dopo una stagione nella Dinamo Zagabria si trasferì nell'AEK Atene con il quale in due stagioni giocò 73 partite andando a segno 30 volte e vincendo due campionati greci consecutivi. Conclusa l'esperienza nei Kitrinomavri rimase un altro anno in Grecia  accasandosi nel Panīleiakos per poi nel 1995 tornare in patria, prima tra le file dei Modri e successivamente nel Slaven Belupo con cui giocò fino al ritiro avvenuto nel 1999.

## Palmarès
- Campionato greco: 2

AEK Atene: 1992-1993, 1993-1994
- Campionato croato: 2

Dinamo Zagabria: 1995-1996, 1996-1997
- Coppa di Croazia: 2

Dinamo Zagabria: 1995-1996, 1996-1997